# Aktion 507
Unter dem Namen Aktion 507 (manchmal auch Gruppe 507) traf sich 1968 eine Gruppe junger Berliner Architekten, Assistenten und Architekturstudenten an der Technischen Universität Berlin. Namensgebend war der Versammlungsraum im Architekturgebäude der TU am Ernst-Reuter-Platz. Die Gruppe umfasste ungefähr 120 Personen, von denen jedoch nur einige als Unterzeichner des Manifests namentlich bekannt sind.
Anlass war die Vorbereitung einer Ausstellung, die sich unter dem Titel Diagnose zum Bauen in West-Berlin kritisch mit dem Baugeschehen dieser Zeit auseinandersetzen sollte. Die Ausstellung fand vom 8. bis zum 20. September 1968 ebenfalls im Architekturgebäude der TU im Rohbau des von Hans Scharoun geplanten Anbaus statt.
Hintergrund der Ausstellung war eine Einladung des AIV und BDA an die jungen Architekten der Stadt, ihre eigenen Arbeiten im Rahmen der Berliner Bauwochen zu präsentieren. Im Kontext der politischen Stimmung der Zeit wurden die finanziellen Mittel jedoch nicht für eine individuelle Positionierung genutzt, sondern stattdessen eine kritische Auseinandersetzung mit dem offiziellen Baugeschehen Berlins initiiert.
Neben der Ausstellung war eine weitere öffentliche Aktion der Gruppe eine Spendensammlung zur Rekonstruktion des Luxemburg-Liebknecht-Denkmals von Mies van der Rohe am Landwehrkanal. Über eine symbolische Grundsteinlegung am Tag der Eröffnung der Neuen Nationalgalerie kam die Rekonstruktion jedoch nicht hinaus.

## AusstellungDiagnose zum Bauen in West-Berlin
Mit der Ausstellung übte die Gruppe eine fundierte Kritik am West-Berliner Baugeschehen der 1960er Jahre. Dieses zeichnete sich laut der Gruppe durch eine besonders enge Verfilzung von Architekten, Senat und Bauwirtschaft aus, die die Stadtplanung ohne Rücksicht auf die Bewohner der Stadt den eigenen wirtschaftlichen und politischen Zielen unterwarfen.  Als Symbol galt ihnen das teilweise schon fertiggestellte Märkische Viertel, dessen neue Bewohner in den von der Gruppe durchgeführten Interviews über die fehlende Lebendigkeit des neuen Viertels klagten. Dass viele von ihnen entgegen ihrem Willen aus den innerstädtischen Gebieten der sogenannten Flächensanierung vertrieben wurden, galt der Gruppe als endgültiger Beweis, dass es bei dieser Form des Städtebaus um andere Interessen ging.
Insbesondere zeichnete sich die Ausstellung durch die Heterogenität der Perspektiven und Herangehensweisen aus, die sowohl soziale als auch räumlich-ästhetische Dimensionen des städtischen Lebens umfassten. In den Beiträgen ging es um „kapitalistische Bodenpolitik“, aber auch die Verfilzung der Verantwortlichen, die „Theoriearmut“ der Ausbildung und eben um die städtebaulichen Ansätze des Märkischen Viertels.
Aus heutiger Sicht ist bemerkenswert, dass hier erstmals in der deutschen Nachkriegszeit eine Kritik am modernen Städtebau nicht von konservativer Seite, sondern von jungen Vertretern der Architektenschaft geäußert wurde. Sie steht damit am Beginn eines veränderten Blicks der Architekten auf die Stadt, der diese nicht mehr als planungstechnisches Problem, sondern als alltäglichen Lebensraum wahrnahm. Dazu gehörte die Wiederentdeckung der Altbauquartiere ebenso wie neue Ansätze einer am Bestehenden orientierten Planungsweise.

## Manifest zur Ausstellung
Parallel zur Ausstellung wurde ein umfangreiches Manifest veröffentlicht, das als Sammelband einen Teil der Texte und Darstellungen der Ausstellung enthielt. Während die einzelnen Themenblöcke nicht gezeichnet waren, ist im Manifest auch eine Liste der Unterzeichner zu finden. Dazu gehören einige Akteure wie Josef Paul Kleihues oder Jürgen Sawade, die in den folgenden Jahren großen Einfluss auf die Berliner Stadtpolitik haben sollten.
Unterzeichner des Manifests waren unter anderem Hinrich Baller, Burkhard Bergius, Justus Burtin, Rolf Czeskleba, Helmut Maier, Mark Fester, Jonas Geist, Ute Jagals, Josef Paul Kleihues, Ingrid Krau, Nikolaus Kuhnert, Heiner Moldenschardt, Reiner Oefelein, Goerd Peschken, Günter Plessow, Kay Puhan-Schulz, Jan Rave, Jürgen Sawade, Jörn Schmidt-Thomsen, Michael Wegener, Hans Werhahn und Rüdiger Wormuth.

## Rezeption
Ausstellung und Manifest standen zugleich auch im weiteren Kontext einer immer stärkeren öffentlichen Moderne-Kritik auch in Publikums-Medien wie dem Spiegel und der Zeit und bekam entsprechend viel Aufmerksamkeit in zahlreichen Beiträgen. Im Kontext dieses allgemeinen Paradigmenwechsels konnten einige der ehemaligen Mitglieder auch nach der Auflösung der Gruppe ihre Arbeit an diesen Ansätzen erfolgreich vertiefen. Vor allem gilt dies für Josef Paul Kleihues, der ab 1979 als Planungsdirektor der IBA 84 mit der „kritischen Rekonstruktion“ ein städtebauliches Paradigma für Berlin durchsetzen konnte, das die historische Stadtform des 19. Jahrhunderts als dem modernen Städtebau überlegen betrachtete und daher Stadtreparatur anstrebte.